# Henrik Svanfeldt
Henrik Sigfrid Svanfeldt, född 15 februari 1876 i Uppsala, död där 18 december 1964, var en svensk restaurangman.
Henrik Svanfeldt var son till källarmästaren Nils Peter Svanfeldt. Efter skolgång vid Uppsala högre allmänna läroverk började han omkring 1892 utlandspraktik i restaurangbranschen. Han övertog 1902 av fadern Uppsala stadshotell och kvarstod i ledningen för hotellet till 1949. 1912–1951 var han direktör i Upsala hotell AB. Åren 1912–1946 deltog Svanfeldt i skötseln av den populära Rullan, som ägdes av nämnda bolag tills restaurangen 1946 brann ned. Svanfeldt drev även sommarrestaurangen Flustret. Tillsammans med F. Odén i Karlstad bildade Svanfeldt 1907 Mellersta Sveriges restauratörsförening, där han var ordförande 1907–1932. Svanfeldt var mycket musikintresserad och hedersledamot av Orphei Drängar. Han är gravsatt på Uppsala gamla kyrkogård.